# African Lace

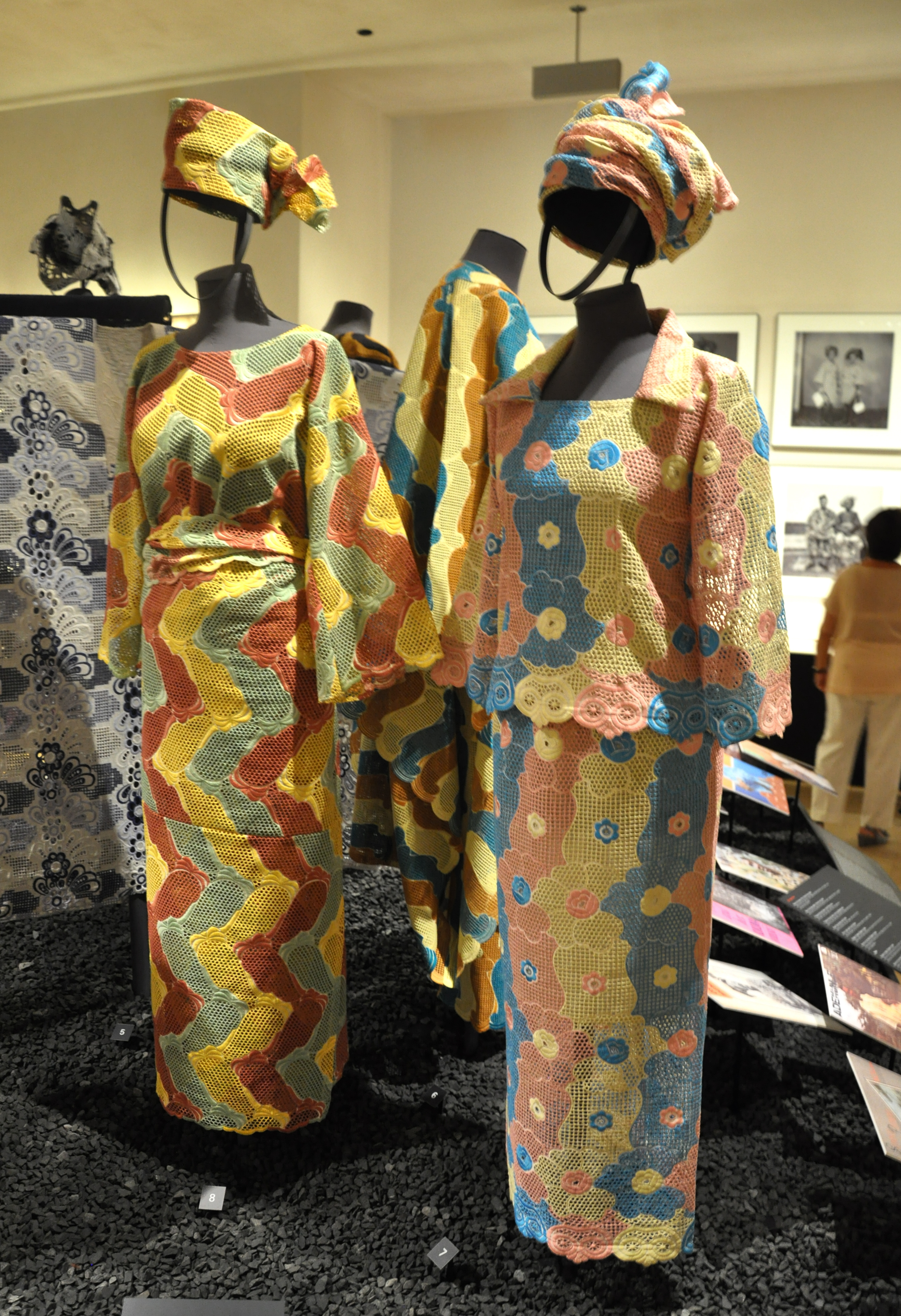
„African Lace“ der frühen 1970er Jahre

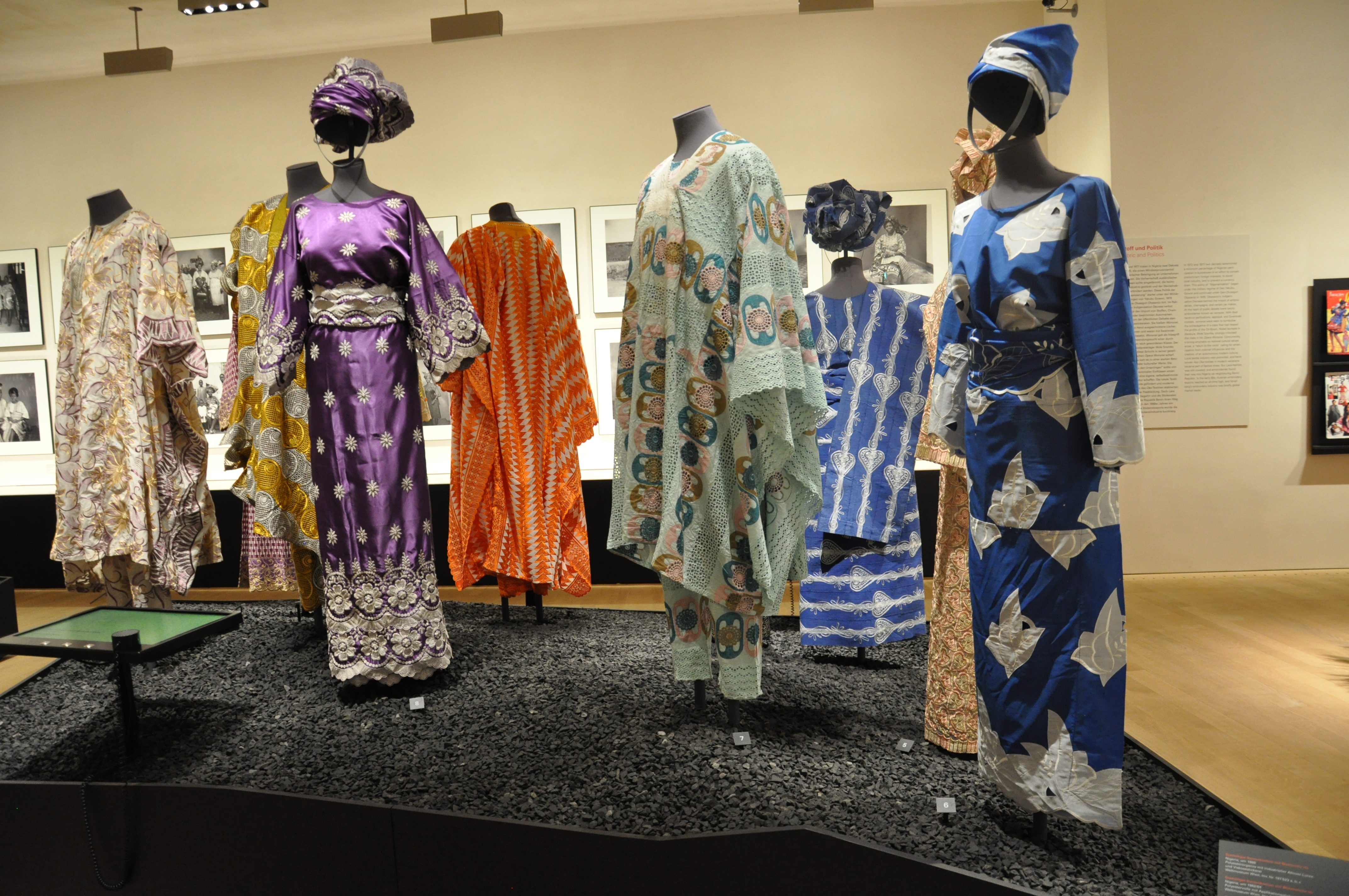
„African Lace“ der 1980er Jahre

 African Lace  oder Austrian Lace, auch als Swiss Lace bezeichnet, sind Stickereistoffe, die in erster Linie im österreichischen Vorarlberg hergestellt werden und in der afrikanischen Modewelt einen exklusiven Status eingenommen haben. Sie prägen insbesondere die Modekultur der Yoruba in Nigeria aber auch angrenzender Volksgruppen in Westafrika. So zählen die Hausa in Nordnigeria, aber auch die Akan in Ghana zu wichtigen Kunden.

## Geschichte
Am afrikanischen Kontinent ist für Mali eine 900-jährige Sticktradition nachgewiesen. Eine frühe Verbreitung textiler Techniken ging von Mali aus bis nach Liberia, Senegambia und bis zu den Hausa in Nordnigeria. Kano war Handelsumschlagplatz zwischen den Nupe und Yoruba im Süden und den Völkern in Mauretanien, Nordafrika und der arabischen Welt im Mittleren Osten. Die alten Städte Nordnigerias (Sokoto, Kano) und Malis (Djenné, Timbuktu) waren wichtige Fernhandelsplätze, auch für Stickereiwaren,
Während des heiligen Krieges  waren reiche Stickereien noch verpönt. Dies änderte sich als die herrschende Oberschicht nach religiöser Kleidung verlangte. Um der Versklavung zu entgehen, trugen Menschen bestickte, dem Islam zugehörende Kleider. Bis in entlegene Dörfer wurde gestickt, teilweise mit edelsten und teuren Materialien. Es entstand ein Netzwerk aus Webern und Stickern in Westafrika. In Liberia wurde mit Baumwoll- und Wollgarnen gestickt.

## Vorarlberger Stickerei
Bis in die 1970er Jahre war die Textilindustrie die Leitindustrie in Vorarlberg. 70 % der Gesamtwertschöpfung erwirtschaftete Vorarlberg mit Textilien und Bekleidung. Im Jahr 1966 sind einem Lustenauer Geschäftsmann in Lagos die bestickten Gewänder der Afrikanerinnen aufgefallen. Dies war der Beginn einer intensiven Geschäftsbeziehung zwischen der Vorarlberger Stickereiindustrie und Westafrikanischen Absatzmärkten. Vor allem die engen Geschäftsbeziehungen der Vorarlberger Sticker zu den Yoruba führte in Vorarlberg zu Exporten nach Nigeria. 1977 ging in Lustenau als Jahr des „Nigeria-Schocks“ ein. Eine totales Importverbot in Nigeria führte die Händler in die Illegalität. Entdeckte Schmugglerware aus Lustenau wurden in Nigeria öffentlich verbrannt. Heute ist Nigeria einer der Hauptmärkte für die Vorarlberger Sticker. Die Außenhandelsstatistik zeigt, dass Textilien Österreichs Hauptexportgut in das westafrikanische Land sind. 2010 wurden Stickereien im Wert von 55 Millionen € produziert. Nach Afrika wurden davon rund 20 Millionen € exportiert. Die Zahlen belegen einen Rückgang der Exporte, Konkurrenz aus Asien hat den Markt für sich entdeckt. 2002 betrugen die Exporte von Stickereien nach Nigeria noch 44,8 Millionen Euro. Berücksichtigt man die indirekten Exporte, die über Großhändler in Benin, England oder den Emiraten ihr Ziel erreichen, überstieg der Wert der Stickereien im vergangenen Jahr 55 Millionen Euro. Die Vorarlberger Stickereien aus Österreich prägen in starkem Ausmaß das Erscheinungsbild der heutigen westafrikanischen Gesellschaft. Das Zentrum für die Stickereiproduktion liegt in Lustenau. Jahr für Jahr reisen nigerianische Kaufleute nach Lustenau, um die neuesten Kollektionen für ihren Heimatmarkt zu erwerben. Mit dem Handel der Yoruba verbreiteten sich Stoffe und Designs weit über das Gebiet Nigeria hinaus. Heute beträgt der Anteil der Textilindustrie an der Gesamtwertschöpfung   8 %, Vorarlberg gilt als das viertgrößte Stickereigebiet der Welt.